# Cylindrophis boulengeri
Cylindrophis boulengeri es una especie de serpientes de la familia Cylindrophiidae.

## Distribución geográfica
Es endémica de las islas de Timor, Wetar y las islas Babar (Indonesia y Timor Oriental).